# Cirkumstelarni disk
Cirkumstelarni disk (eng circumstellar disc) je nakupina tvari oblika torusa, palačinke ili prstena. Tvori ju plin, svemirska prašina, planetezimali, asteroidi i kolizijski fragmenti u orbiti oko zvijezde. Oko najmlađih zvijezda cirkumstelarni diskovi su spremnici tvari iz koje može oblikovati se planet. Oko zrelih zvijezda ukazuju da je nastanak planetezimala počeo se događati. Oko bijelih patuljaka cirkumstelarni diskovi ukazuju da je planetni materijali preživio cijelu zvjezdanu evoluciju. Takav se disk može svakojako manifestirati. 

## Vanjske poveznice
- McCabe, Caer. 30. svibnja 2007. Catalog of Resolved Circumstellar Disks. NASA JPL. Inačica izvorne stranice arhivirana 12. lipnja 2016. Pristupljeno 17. srpnja 2007.
- Image Gallery of Dust disks  Arhivirana inačica izvorne stranice od 27. rujna 2011. (Wayback Machine) (from Paul Kalas, "Circumstellar Disk Learning Site  Arhivirana inačica izvorne stranice od 15. ožujka 2012. (Wayback Machine))"